# Basket Barcellona 2014-2015
La stagione 2014-2015 del Basket Barcellona S.S.D. a r.l. è stata la quinta consecutiva in cui ha preso parte alla seconda divisione nazionale, per quella stagione denominata Serie A2, del campionato italiano di pallacanestro.

## Verdetti stagionali
Competizioni nazionali
- Serie A2:

stagione regolare: 11º posto su 14 squadre (10-16).

## Organigramma societario
Area dirigenziale
- Amministratore unico:	Donato Tommaso
- Team Manager: Catanesi Vincenzo
- Addetto Stampa: Donato Tommaso
- Responsabile Marketing: Imondi Annamaria
- Speaker: Ortitullo Benedetto

Area tecnica
- Allenatore: Giovanni Perdichizzi
- Primo Assistente: Trimboli Francesco
- Secondo Assistente: Coppolino Nino
- Addetto Statistiche: Iudicello Vincenzo
- Preparatore atletico: Nania Antonio
- Medico: Milone Giuseppe
- Fisioterapisti: Mauceri Saverio e Materia Roberto

## Rosa
| Giocatori |
| --------- |

| N° | Naz.              | Ruolo | Sportivo             | Anno | Alt. | Peso |
| -- | ----------------- | ----- | -------------------- | ---- | ---- | ---- |
| 5  | Italia (bandiera) | P     | Gianluca Marchetti   | 1993 | 178  | 66   |
| 7  | Italia (bandiera) | G     | Gabriele Spizzichini | 1992 | 196  | 84   |
| 8  | Italia (bandiera) | G     | Simone Fiorito       | 1991 | 200  | 90   |
| 9  | Italia (bandiera) | G     | Giuliano Maresca     | 1981 | 192  | 86   |
| 10 | Italia (bandiera) | G     | Ennio Leonzio        | 1994 | 192  |      |
| 11 | Canada (bandiera) | AP    | Jevohn Shepherd      | 1986 | 198  | 98   |
| 15 | Italia (bandiera) | C     | Luca Garri           | 1982 | 206  | 110  |
| 20 | Italia (bandiera) | AG    | Matteo Da Ros        | 1989 | 204  | 95   |

| Giocatori ceduti a stagione in corso |
| ------------------------------------ |

| N° | Naz.                   | Ruolo | Sportivo                 | Anno | Alt. | Peso |
| -- | ---------------------- | ----- | ------------------------ | ---- | ---- | ---- |
|    | Italia (bandiera)      | AC    | Andrea Vignali (da gen.) | 1993 | 200  | 95   |
|    | Stati Uniti (bandiera) | P     | Tre Kelley (da gen.)     | 1985 | 183  | 85   |
|    | Italia (bandiera)      | C     | Jacopo Borra (da gen.)   | 1990 | 216  | 100  |

| Under aggregati alla prima squadra |
| ---------------------------------- |

| N° | Naz.              | Ruolo | Sportivo         | Anno | Alt. | Peso |  |
| -- | ----------------- | ----- | ---------------- | ---- | ---- | ---- |  |
| 4  | Italia (bandiera) |       | Giuseppe Varotta | 1997 | 178  | 72   |  |
| 16 | Italia (bandiera) |       | Enrico Pettineo  | 1997 | 192  | 84   |  |

## Statistiche dei giocatori

### In campionato
| Nome                 | Pun  | G  | Min | Falli | Falli | Tiri da 2 | Tiri da 2 | Tiri da 2 | Tiri da 3 | Tiri da 3 | Tiri da 3 | Tiri Liberi | Tiri Liberi | Tiri Liberi | Rimbalzi | Rimbalzi | Rimbalzi | Stop | Stop | Palle | Palle | Ass | Val  | OER |
| Nome                 | Pun  | G  | Min | C     | S     | R         | T         | %         | R         | T         | %         | R           | T           | %           | O        | D        | T        | D    | S    | P     | R     | Ass | Val  | OER |
| -------------------- | ---- | -- | --- | ----- | ----- | --------- | --------- | --------- | --------- | --------- | --------- | ----------- | ----------- | ----------- | -------- | -------- | -------- | ---- | ---- | ----- | ----- | --- | ---- | --- |
| Shepherd Jevohn      | 435  | 25 | 928 | 54    | 98    | 127       | 233       | 55        | 36        | 108       | 33        | 73          | 101         | 72          | 36       | 93       | 129      | 5    | 6    | 55    | 29    | 45  | 420  | 1   |
| Garri Luca           | 332  | 25 | 798 | 57    | 85    | 111       | 207       | 54        | 14        | 33        | 42        | 68          | 89          | 76          | 62       | 183      | 245      | 13   | 5    | 49    | 22    | 17  | 467  | 1   |
| Da Ros Matteo        | 318  | 25 | 897 | 60    | 94    | 105       | 218       | 48        | 19        | 89        | 21        | 51          | 76          | 67          | 52       | 130      | 182      | 18   | 5    | 45    | 26    | 82  | 402  | 0.8 |
| Maresca Giuliano     | 254  | 25 | 693 | 65    | 67    | 58        | 146       | 40        | 29        | 81        | 36        | 51          | 62          | 82          | 16       | 51       | 67       | 2    | 9    | 44    | 23    | 33  | 177  | 0.8 |
| Kelley Alfrie        | 181  | 13 | 421 | 28    | 39    | 55        | 105       | 52        | 12        | 34        | 35        | 35          | 46          | 76          | 4        | 25       | 29       | 1    | 9    | 41    | 12    | 39  | 140  | 0.9 |
| Spizzichini Gabriele | 152  | 25 | 599 | 77    | 51    | 45        | 101       | 45        | 13        | 44        | 30        | 23          | 44          | 52          | 14       | 56       | 70       | 6    | 4    | 41    | 21    | 48  | 118  | 0.7 |
| Marchetti Gianluca   | 102  | 25 | 306 | 45    | 55    | 18        | 38        | 47        | 12        | 34        | 35        | 30          | 35          | 86          | 5        | 22       | 27       | 0    | 4    | 22    | 21    | 17  | 104  | 0.9 |
| Borra Jacopo         | 52   | 13 | 135 | 22    | 4     | 25        | 39        | 64        | 0         | 0         | 0         | 2           | 2           | 100         | 14       | 27       | 41       | 3    | 2    | 10    | 3     | 2   | 57   | 1   |
| Fiorito Simone       | 51   | 25 | 267 | 24    | 3     | 1         | 7         | 14        | 16        | 48        | 33        | 1           | 2           | 50          | 7        | 20       | 27       | 3    | 0    | 4     | 2     | 2   | 21   | 0.9 |
| Leonzio Ennio        | 5    | 7  | 36  | 3     | 1     | 1         | 5         | 20        | 1         | 5         | 20        | 0           | 0           | 0           | 0        | 2        | 2        | 0    | 1    | 1     | 4     | 0   | -1   | 0.5 |
| Varotta Giuseppe     | 2    | 2  | 3   | 0     | 0     | 1         | 3         | 33        | 0         | 0         | 0         | 0           | 0           | 0           | 1        | 0        | 1        | 0    | 0    | 0     | 0     | 0   | 1    | 0.7 |
| Vignali Andrea       | 0    | 1  | 0   | 0     | 0     | 0         | 0         | 0         | 0         | 0         | 0         | 0           | 0           | 0           | 0        | 0        | 0        | 0    | 0    | 0     | 0     | 0   | 0    | 0   |
| Pettineo Enrico      | 0    | 2  | 3   | 2     | 0     | 0         | 0         | 0         | 0         | 1         | 0         | 0           | 0           | 0           | 0        | 1        | 1        | 0    | 0    | 0     | 0     | 0   | -2   | 0   |
| Totali stagionali    | 1884 | 26 |     | 437   | 497   | 547       | 1102      | 50        | 152       | 477       | 32        | 334         | 457         | 73          | 211      | 611      | 822      | 51   | 45   | 314   | 163   | 285 | 1903 |     |